# Gustave de Beaucorps
Pour les articles homonymes, voir Beaucorps.
Gustave de Beaucorps est un photographe français né le 13 novembre 1824 à Rochefort (Charente-Maritime) et mort le 10 juin 1906 à Nice (Alpes-Maritimes).

## Biographie

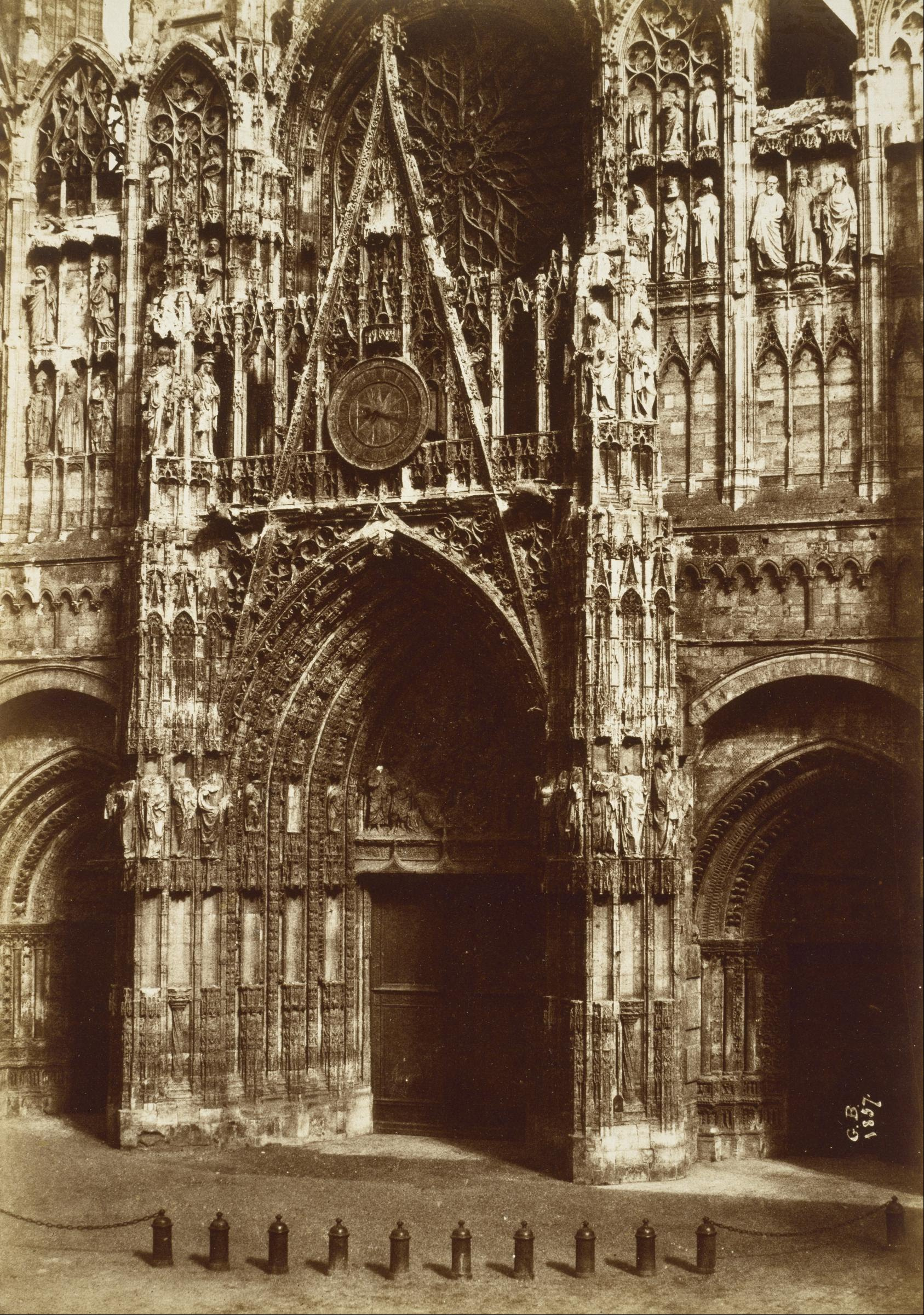
La Cathédrale de Reims (la photographie, faussement légendée, représente en fait la façade de la cathédrale de Rouen), 1857, papier albuminé, musée des beaux-arts de Houston.

Gustave de Beaucorps s'initie à la photographie avec Gustave Le Gray.
Il réalise entre 1857 et 1861 des vues en Europe (France, Belgique, Allemagne, Espagne, Italie), en Afrique du Nord (Maroc, Algérie), et en Orient (Syrie, Palestine, Égypte).
Il est membre de la Société française de photographie en 1859.
À son décès, il est célibataire et domicilié à Paris.